# NGC 64
NGC 64 je spirální galaxie vzdálená od nás zhruba 329 milionů světelných let nacházející se v souhvězdí Velryby.